# ジョン・カーニー
ジョン・カーニー（John Carney、1972年 - ）は、アイルランドの映画監督。

## 人物・経歴
アイルランドのダブリンで生まれ、デ・ラ・サール・カレッジ・チャーチタウンとシンジ・ストリート・クリスチャン・ブラザーズ・スクールで教育を受けた。
アイリッシュ・ロックグループの「フレームス（The Frames）」で1991年から1993年の間、ベースを担当し、バンドのライブ映像、ミュージック・ビデオの監督も務めた。
ミュージック・ビデオの撮影に加え、初の長編映画を制作する前に、2つの賞を受賞した短編映画（『Shining Star（シャイニング・スター）』と『 Hotel（ホテル）』）の脚本と監督を務めた。1996年には、映画仲間のトム・ホールと共に、初の長編映画『November Afternoon（11月の午後）』を脚本・監督。限定的な公開にもかかわらず、アイリッシュ・タイムズ紙の「フィルム・オブ・ザ・イヤー」として絶賛された。モノクロで撮影されたこの低予算ドラマは、イベントの多い週末に人間関係が崩れ始める2組のカップルの物語を描いている。
カーニーの次作品は、『Just in Time（ジャスト・イン・タイム）』と題した1時間のTV作品を制作した後、ダブリン映画祭でプレミア上映されたエッジの効いたドラマ『Park（パーク）』だった。カーニーとトム・ホールが再び脚本と共同監督を務めたこの作品は、ペドフィリアに虐待された少女を描いたもので、1999年に公開された。広くに渡って公開はされなかった。
その2年後の2001年には、『オン・エッジ 19歳のカルテ』の共同脚本・監督を務めた。はアイルランド国外でも上映され、大きな注目を浴びる。キリアン・マーフィーとスティーヴン・レイが主演し、ユニバーサル・スタジオを通じて公開された。2001年のディナール英国映画祭では、『オン・エッジ』でシルバー・ヒッチコック賞を受賞した。ダニエル・ジェームズが共同脚本を手がけた本作は、『Catch the Sun（キャッチ・ザ・サン）』という題名でアメリカ合衆国で公開された。
同年、カーニーはテレビの脚本と監督に復帰した。弟のキエラン・カーニーとトム・ホールとの共同脚本と共同監督を務め、大成功を収めたRTÉのテレビドラマ『Bachelors Walk（独身者の散歩）』を制作した。自主制作のテレビドラマは、アイルランドのテレビの歴史の中で最も成功したことを証明した。3シーズン続いた。また、アイルランドのコメディアン、オドハティが主演したRTÉの『The Modest Adventures of David O Doherty（デイビッド・オー・ドハティのささやかな冒険）』の監督も務め、同シリーズのエピソードの制作中にオ・ドハティがリリースしたシングル『Orange（オレンジ）』にも出演している。
2003年にはキエラン・カーニー、トム・ホールと共同監督・共同脚本を務めた。脱獄した囚人がアイルランドの村全体を騙して自分が宇宙からの訪問者だと勘違いさせるというストーリーで、サイモン・デレーニーとキリアン・マーフィーが主演を務めたが、『Zonad（ゾナド）』は極めて低予算だったため公開されることはなかった。
2006年には長編映画『ONCE ダブリンの街角で』を監督。音楽ドラマで、ロックバンドのフレイムスのフロントマン、グレン・ハンサードとチェコのミュージシャン、マルケタ・イルグロヴァが出演している。ゴールウェイ映画祭で初公開された本作は、2007年1月のサンダンス映画祭で正式に世界公開され、ドラマティック部門でワールドシネマ観客賞を受賞した。わずか16万米ドルの低予算で撮影されたこの作品は、公開後3ヶ月で全世界で700万ドルの興行収入を記録し、大成功を収めた。アメリカの映画館各館の平均興行収入を越えるほどの好評を得て、2007年度のインディペンデント・スピリット賞の外国映画賞を受賞した。映画監督のスティーヴン・スピルバーグは、「十分なインスピレーションを得られた」と語っている。Sky Newsのインタビューでこのことを聞かされたカーニーは、「結局のところ、彼はひげを生やしているだけの男なんだ」と答えた。カーニーは当時ヒゲを生やしていた。カーニーは、2007年のイブニング・スタンダード英国映画賞で有望新人賞を受賞した。
『ONCE ダブリンの街角で』の成功を受け、カーニーは2010年3月に発表された『ゾナード（Zonad）の本格的なバージョンに取り組むことができた。
2016年には、ミュージカル映画『シング・ストリート 未来へのうた』の脚本・監督を務め、公開された作品は絶賛された。
カーニーは2016年、英インディペンデント紙のインタビューでキーラ・ナイトレイに言及し、「スーパーモデルとの映画は二度と作らない」と述べたことで批判を集めた。アカデミー賞、ゴールデングローブ賞、英国アカデミー賞、全米映画俳優組合賞にノミネートされるなど、キャリアを通じて数々の称賛を集めているナイトレイは、マーク・ラファロ、アダム・レヴィーンと共に映画『はじまりのうた』でカーニーとタッグを組んだ。カーニーはラファロを「素晴らしい」俳優だと称賛し、レヴァインは「カメラの中で自分をさらけ出すのが少し怖くない」と称賛する一方で、「キーラは自分を隠すのが好きで、俳優としてそれをすることはできないと思う」と語っていた。「私はキーラをつぶすつもりはないが、映画俳優であることは難しいことを知っているだろうし、それはあるレベルの正直さと自己分析を必要とするが、それは彼女がまだ準備ができていないと思うし、確かに彼女があの映画の準備ができていなかったと思う」とカーニーは言った。監督は後に謝罪文を発表し、「そんなことを言ってしまった自分が恥ずかしくて、自分のことを言われたことに責任を持とうとしてきた。自分の作品に穴を開けようとして、結局誰かのせいにしてしまった。それは演出が下手なだけでなく、粗末な行動であり、私が誇りに思うようなことではない。傲慢で無礼だ。」と書かれていた。
2019年から配信されているロマンティック・コメディのアンソロジー『モダン・ラブ 〜今日もNYの街角で〜』製作総指揮を務め、数々のエピソードの脚本・監督も務めた。

## 作品
| 年    | 映画                                          | 役                     | 備考                               |
| ----- | --------------------------------------------- | ---------------------- | ---------------------------------- |
| 1996  | November Afternoon（11月の午後）              | 監督・共同脚本         | 日本未公開                         |
| 1999  | Park（パーク）                                | 監督・共同脚本         | 日本未公開                         |
| 2001  | オン・エッジ 19歳のカルテ On the Edge         | 監督・共同脚本         | 日本未公開、スターチャンネルで放送 |
| 2007  | ONCE ダブリンの街角で Once                    | 監督・脚本             |                                    |
| 2009  | Zonad（ゾナード）                             | 監督・共同脚本         | 日本未公開                         |
| 2013  | はじまりのうた Begin Again                    | 監督・脚本             |                                    |
| 2016  | シング・ストリート 未来へのうた Sing Street   | 監督・脚本             |                                    |
| 2019- | モダン・ラブ 〜今日もNYの街角で〜 Modern Love | 製作総指揮・監督・脚本 | Amazonビデオオリジナルシリーズ     |
| TBA   | Power Bollad                                  | 監督                   |                                    |